# Sinplus
Sinplus ist ein Alternative Rock-Duo, bestehend aus den Brüdern Gabriel und Ivan Broggini, die aus Locarno, Schweiz, stammen.

## Musikalische Karriere
Sinplus wurde 2009 von den Brüdern Gabriel Broggini (Gesang) und Ivan Broggini (Gitarre) gegründet. Inspiriert von ihrer gemeinsamen Leidenschaft für Musik begannen sie, gemeinsam zu schreiben und zu spielen, und schufen dabei einen Sound, der Energie mit eingängigen Melodien verbindet.
Im Jahr 2012 vertraten Sinplus die Schweiz beim Eurovision Song Contest 2012 in Baku, Aserbaidschan, mit dem Song Unbreakable. Dieser Auftritt verschaffte ihnen internationale Aufmerksamkeit und markierte einen wichtigen Meilenstein zu Beginn ihrer Karriere.
Nach dem Eurovision Song Contest fanden die frühen Werke von Sinplus in der Schweiz großen Anklang und ebneten den Weg, um ihr Publikum in ganz Europa zu erweitern. Sie haben sich nach und nach einen Ruf für ihre dynamischen Live-Auftritte und ihren sich ständig weiterentwickelnden Sound aufgebaut.

## Kritische Anerkennung und künstlerische Entwicklung
2014 erhielten Sinplus den MTV Europe Music Awards 2014 als Best Swiss Act, ein Beweis für ihre wachsende Relevanz in der Schweizer Musikszene. Außerdem wurden sie für den Best European Act nominiert, was ihre Reputation über die Landesgrenzen hinaus festigte.
Mit ihrem zweiten und dritten Album, Up to Me (2014) und This Is What We Are (2017), begannen Sinplus, mit breiteren Einflüssen zu experimentieren, darunter elektronische Texturen und eine raffiniertere Produktion. Songs wie Love Is Free mit Lady Chann und You and I mit Mickey Siloah unterstrichen ihre Vielseitigkeit.
Ihr jüngstes Album, Break the Rules (2021), markierte eine kreative Wiedergeburt. Durch die Auseinandersetzung mit Themen wie Identität und Selbstakzeptanz griffen sie ihre alternativen Wurzeln auf und kanalisierten den rebellischen Geist des Punkrock. Damit bewiesen sie ihre Fähigkeit, sich weiterzuentwickeln, ohne ihre Grundideen zu verlieren.

## Musikstil
Die Musik von Sinplus zeichnet sich durch kraftvolle Gitarrenriffs, energiegeladene Rhythmen und eine emotional geladene Stimme aus. Sie lassen sich von ikonischen Bands wie U2, The Killers und The Black Keys inspirieren. Ihre Texte behandeln oft Themen wie persönliches Wachstum, Resilienz und Selbstfindung. Ihr Ansatz beim Komponieren und Produzieren zeigt ihr Engagement, Musik zu schaffen, die sowohl mitreißend als auch zugänglich ist, und eine dynamische Bandbreite bietet, die ein breites Publikum anspricht.

## Live-Auftritte und Tourneen
Sinplus haben an renommierten Festivals wie dem Isle of Wight Festival und Moon & Stars teilgenommen. Ihre Tourneen führten sie durch ganz Europa, mit Auftritten, die von kleinen Clubkonzerten bis hin zu großen Bühnen reichen. Im Laufe der Jahre teilten sie die Bühne mit Künstlern wie Roxette, Europe, The Darkness und Mando Diao.

## Vermächtnis und Einfluss
Sinplus haben sich einen markanten Platz in der Welt des Alternative Rock geschaffen, indem sie kommerzielle Attraktivität mit künstlerischer Authentizität verbinden. Ihre Resilienz als Musiker und Individuen spiegelt den Geist ihrer Musik wider: eine Einladung, die Herausforderungen des Lebens mit Entschlossenheit und Optimismus anzugehen. Mit einer wachsenden Fangemeinde und einem stetig erweiterten musikalischen Repertoire überschreiten Sinplus weiterhin Grenzen und definieren, was es bedeutet, eine moderne Rockband zu sein.

## Diskografie

### Alben
- 2012: Disinformation
- 2014: Up to Me
- 2017: This Is What We Are
- 2021: Break the Rules

### Singles
- 2011: Unbreakable
- 2013: Phoenix from the Ashes
- 2014: Up to Me
- 2014: Love Is Free (feat. Lady Chann)
- 2017: Y&I (feat. Mickey Shiloh)
- 2020: Escape
- 2021: Private Show (my RnR)
- 2021: Break The Rules
- 2022: Wildflower
- 2023: Don't Come Any Closer
- 2024: Let It Go
- 2024: Bad Song

## Auszeichnungen
| Jahr | Auszeichnung            | Kategorie                      | Ergebnis  |
| ---- | ----------------------- | ------------------------------ | --------- |
| 2014 | MTV Europe Music Awards | Best Swiss Act                 | gewonnen  |
| 2014 | MTV Europe Music Awards | Best Best Central European Act | nominiert |